# Mesoleptus pronus
Mesoleptus pronus là một loài tò vò trong họ Ichneumonidae.